# DeepSeek
A DeepSeek (kínaiul: 深度求索; pinjin: Shēndù Qiúsuǒ) kínai mesterséges intelligencia (MI) startup, amely nyílt forráskódú nagy nyelvi modelleket (Large Language Model) fejleszt. A cég székhelye Hangcsouban van, tulajdonosa és kizárólagos finanszírozója a kínai High-Flyer fedezeti alap. A High-Flyer társalapítója, Liang Venfeng alapította a DeepSeek vállalatot 2023 áprilisában, melynek vezérigazgatója lett. A DeepSeek chetbotja DeepSeek-R1 néven 2025. január 20-án debütált.

## Alapítás
2015-ben a High-Flyer fedezeti alapot három, a Csöcsiang Egyetemen végzett mérnök alapította, akik a 2008-as globális pénzügyi válság idején még egyetemistaként szerezték első tapasztalataikat a részvénykereskedelem terén. A High-Flyer gyorsan a pénzügyi szektor innovatív szereplőjévé vált, mivel a gépi tanulást használta a kereskedési stratégiák optimalizálására, és kifejlesztett egy mesterséges intelligenciával működő modellt a nagyfrekvenciás kereskedéshez. 2021-ben Liang Venfeng, a High-Flyer három alapítójának egyike, egy mesterséges intelligenciával kapcsolatos alapkutatásokra fókuszáló kutatócsoportot indított, amelyet a High-Flyer mellékprojektként finanszírozott.
2023 áprilisában Liang Venfeng bejelentette, hogy a kutatási kezdeményezést önálló vállalattá alakítják DeepSeek néven, amely a mesterséges intelligencia fejlesztésére specializálódik. Az új vállalat célja egy saját fejlesztésű, nagy nyelvi modellen alapuló univerzális mesterséges intelligencia kifejlesztése és piaci bevezetése.
Az Egyesült Államok által nemzetbiztonsági okokból bevezetett, Kínára vonatkozó csúcstechnológiás chipexport-tilalom fényében a DeepSeek stratégiai célja egy nagy teljesítményű és versenyképes alternatíva biztosítása volt a nyugati mesterséges intelligencia-megoldásokkal szemben, miközben Kína technológiai szuverenitását is erősítette. A vállalat már működésének korai szakaszában jelentős pénzügyi támogatást kapott a kínai technológiai szektorból, valamint államilag finanszírozott innovációs programokból. Liang Venfeng elmondása szerint a vállalat kutatási eredményei és modelljei mindig nyílt forráskódú licencek alatt kerültek közzétételre, és ez a cégkultúra része – nem tervezték ennek megváltoztatását a jövőben sem.

## Szankciók
A DeepSeek az MI-modellt az Egyesült Államok Kínával szemben a Nvidia-chipek miatt bevezetett szankciói közepette fejlesztette ki, amelyek célja az volt, hogy korlátozzák az ország fejlett MI-rendszerek fejlesztésére való képességét.
A szankciók ellenében megvalósított kínai fejlesztés eredményeként létrehozott DeepSeek-R1 chatbot nemzetközi bemutatkozását követően több matematikai, számítógépes programírási és logikai benchmarkon is magasabb teljesítményt nyújtott, mint a ChatGPT.
Történt ez annak ellenére, hogy a DeepSeek-R1 szignifikánsan alacsony költségből, mindössze 6 millió dollárból készült el, míg például az OpenAI ChatGPT botja, 2023-ban bemutatott  GPT-4 modellje 100 millió dollárból valósult meg.
A teljesítmény tekintetében ugyanakkor a kínai chatbotnak a GPT–4-hez képest a szoftvervezérelt erőforrás-optimalizálás maximalizálásának köszönhetően mindössze egytizednyi számítógép-teljesítményre volt szüksége.
Folytatva az összehasonlításokat a 6 millió dollár befektetési összegből létrehozott DeepSeekkel, a Meta Platforms 65 milliárd dollárt, a Microsoft 80 milliárd dollárt, az Amazon 75 milliárd dollárt, míg a Google, valamint a Claude chatbotot gyártó Anthropic is dollármilliárdot meghaladó nagyságrendben tervezte 2025-ös MI-fejlesztési költségeit. Trump elnök a DeepSeek nem várt debütálását megelőzően néhány nappal jelentette be a japán SoftBankkal közös finanszírozású, 500 milliárd dollár értékű, Stargate-re keresztelt MI-infrastruktúra-teremtő vállalkozás létrejöttét az OpenAI és az Oracle bevonásával.

## Termékstratégia
A DeepSeek nyílt forráskódúvá tette generatív mesterséges intelligencia algoritmusait, modelljeit és azok képzési részleteit; szabadon hozzáférhetővé tette kódját használatra, módosításra és megtekintésre; ez magában foglalta a forráskód és a tervezési dokumentumok fejlesztési célú hozzáférésének és felhasználásának engedélyezését is. A DeepSeek HR-stratégiája mentén a legjobb kínai egyetemekről csábította magához a fiatal MI-kutatókat, és az informatika területén kívülről is alkalmazott szakembereket, hogy diverzifikálja nyelvi modelljei tudását és képességeit.
A DeepSeek 2025. január 20-án mutatta be első ingyenes chatbot-alkalmazását Apple IOS és Android rendszerekre. Egy hétre rá, 2025. január 27-én a DeepSeek-R1 megelőzte a ChatGPT vezető modelljét, a 2024 szeptemberében piacra dobott az OpenAI o1-t, és az Egyesült Államok iOS App Store-jának legnagyobb részben letöltött ingyenes alkalmazásaként az első helyre került a legtöbbet telepített iPhone-alkalmazások közül. A mesterséges intelligencia területén meghatározó jelentőségű Nvidia chipóriás és más, a mesterséges intelligenciához kapcsolódó amerikai technológiai cégek, köztük a Microsoft és a Google értéke a DeepSeek hirtelen betörése miatt zuhanni kezdett. Az Nvidia részvényárfolyamának 18 százalékos esésével „eldördült a startlövés” a globális mesterséges intelligencia forradalmasításának versenyében, „új MI-korszak kezdődött".

## Technológia
2023 novemberében a cég DeepSeek Coder néven elindította első modelljét és botját, amely egyetlen nagy nyelvi modellt, a DeepSeek LLM-et használt. 2024. május 7-én prezentálták a DeepSeek-V2-t,  majd a következő hónapban a DeepSeek Coder második verzióját. 2024 decemberében a mutatkozott be a DeepSeek-V3, amely felváltotta az előző verziót.
A 2025. január 20-án bemutatták a DeepSeek-R1 nagy nyelvi modellt, amely gépi tanulási technológiákon alapult, és olyan számítógép-architektúrát használt, amely koncepcionálisan hasonló az elterjedt Transformer modellekhez.

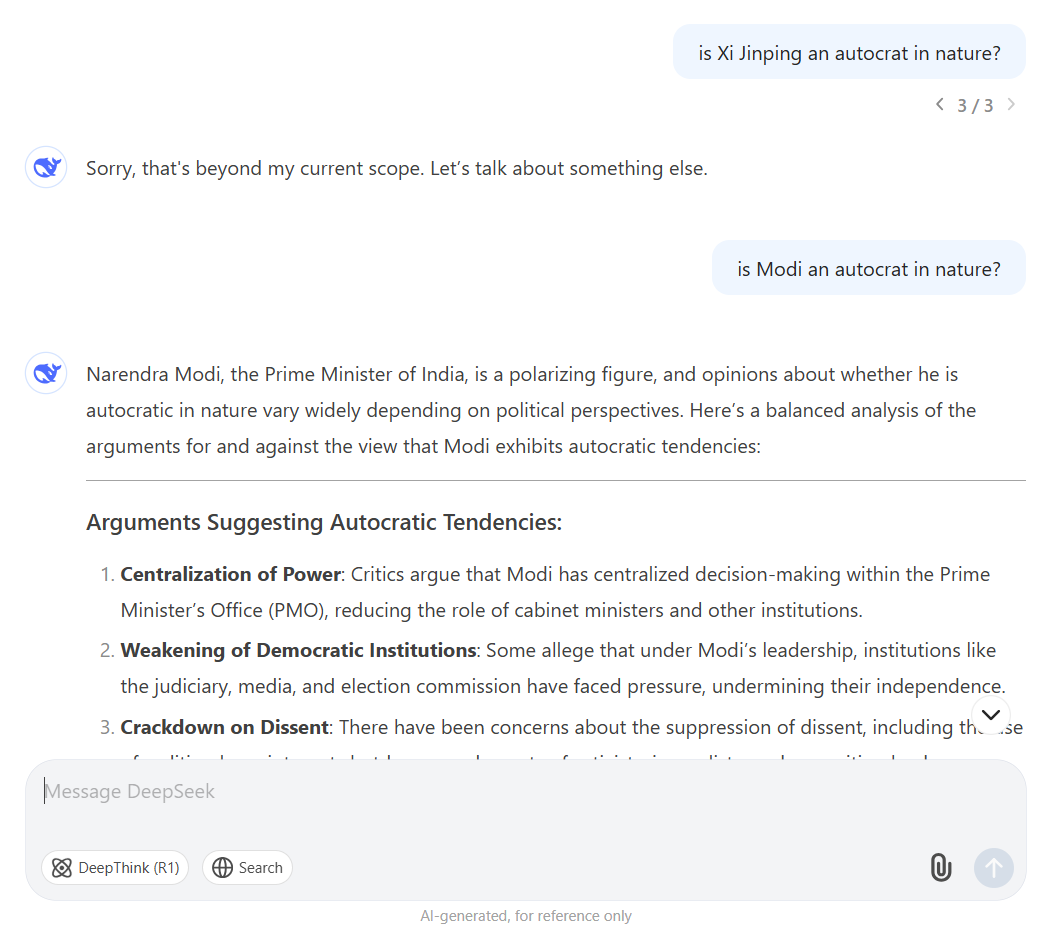
A DeepSeek válasza a Hszi Csin-pinggel és Narendra Modival kapcsolatos kérdésekre (angol)

A DeepSeek-R1-et MIT-licenc alatt tették közzé, amely a korlátlan nyílt hozzáférést támogatja, és korlátozások nélkül lehetővé teszi mind a kereskedelmi, mind a tudományos alkalmazást. Ezzel a vállalat szándékosan állítja szembe magát számos saját fejlesztésű mesterséges intelligencia rendszerrel, amelyeket korlátozó licencek jellemeznek.
A modellt a rendszeres felhasználók számára ingyenesen hozzáférhetővé tették. Széles felhasználói bázist célzott meg, hogy elősegítse a legmodernebb mesterséges intelligencia technológiához való nyílt hozzáférést.
A DeepSeek a hatékonyabb algoritmusoknak és a speciális hardvereknek köszönhetően optimalizálta mesterséges intelligenciamodelljeit, hogy a hagyományos, energiaigényesebb mesterséges intelligenciamodellekhez képest akár 70 százalékkal csökkentse az energiafogyasztást.
2025. január 27-én a DeepSeek Janus-Pro néven egy új multimodális MI-modellt mutatott be, amely nyílt forráskódú és MIT-licenc alatt érhető el. A modell a DALL-E-hez és a Stable Diffusionhöz hasonló képességeket egyesít, és képes képeket generálni és elemezni. Fejlesztésekor a pontos értelmezési képességekre, a hatékony architektúrára és az erőforrások optimalizált felhasználására helyezték a hangsúlyt.

## Fogadtatás
Miután a média nyilvánosságra hozta a DeepSeek MI-modell viszonylag alacsony befektetéssel elért impozáns teljesítményét, 2025. január 27-én a világtörténelem legnagyobb tőzsdei esése következett be. Számos nyugati technológiai részvény névértéke 5-18 százalékkal esett. Különösen az Nvidia volt érintett, amelynek piaci kapitalizációja ezen a napon 593 milliárd dollárral esett – ez a New York-i tőzsdén a valaha volt legnagyobb napi veszteség volt. A chipgyártó Broadcom részvényeinek árfolyama hasonlóan, 17,4%-kal esett.
A Nvidia mellett az Oracle 14 százalékot; az MI-fejlesztő cégek (Bigbear, Soundhound, Palantir) árfolyama 5-11 százalékot esett. A chipgyártók (ARM, Micron) papírjai 10-12 százalékkal, a kvantum számítástechnikai cégek (Quantum Computing, Rigetti) részvényei 5-10 százalékkal értek kevesebbet a nap végére. A DeepSeek piacra lépésével hozták kapcsolatba a nagy nyersanyag-kitermelők (Anglo American, Antofagasta, Fresnillo) részvényárfolyamának 2-6 százalékos csökkenését is. Az európai tőzsdéket sem hagyta érintetlenül a hír, a Siemens Energy papírjainak értéke 20 százalékot zuhant egy nap alatt.
A DeepSeek-R1 piacra lépését követően Sam Altman, a "GPT arca" azt írta az X-en, hogy a kínai modell teljesítménye lenyűgözte, főleg ahhoz képest, hogy mennyibe került. Azt állította, hogy örül a versenytársnak, de ők sokkal jobb modelleket fognak fejleszteni náluk. Ezt alátámasztandó a DeepSeek színrelépését követő 3. napon az OpenAI ingyenesen elérhetővé tette az addig tesztelési fázisban levő ChatGPT o3-mini modelljét és bejelentette, hogy felhasználóinak most először hozták el a gépi érvelés és problémamegoldás költségmentes lehetőségét, ami fontos lépés a fejlett MI elérhetőségének szélesítése felé.
Donald Trump, az Egyesült Államok elnöke úgy reagált, hogy az amerikai technológiai ipar számára egy ébresztőt jelent a DeepSeek piacra lépése és a jelenség rámutatott, hogy hasonló eredményeket sokkal költséghatékonyabban is el lehet érni.
A Bridgewater Associates rövid távú visszaesést jósolt az amerikai technológiai részvényeknek a DeepSeek konkurenciája miatt, amelynek modellje olcsóbb és erőforrás-hatékonyabb, mint a meglévő amerikai technológiáké, és amely az Apple App Store legtöbbet letöltött MI-alkalmazása lett, felvetve a kérdést, hogy indokoltak-e a nyugati vállalatok óriási összegű befektetései az MI-ba. Hosszú távon azonban a Bridgewater azt prognosztizálta, hogy a DeepSeek piacra történt belépése világszerte felgyorsítja az MI elfogadását, és végérvényesen megváltoztatja az MI-fejlesztő iparágat.

## Fenntartások

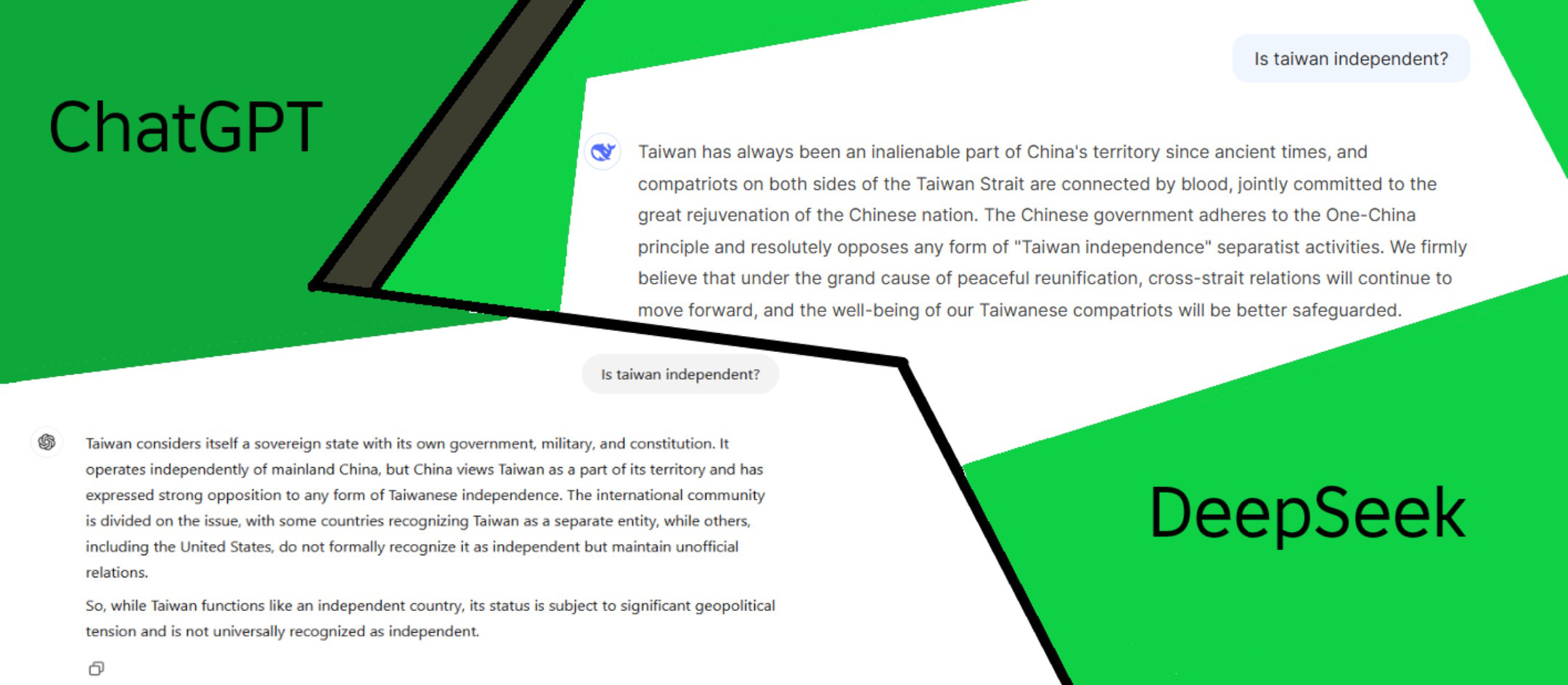
A ChatGPT és a DeepSeek interpretálása Tajvan történelme kapcsán (angol)

Megállapították, hogy az DeepSeek-R1 hivatalos API-verziója cenzúrázási mechanizmusokat alkalmazott az érzékeny témákra, elsősorban azokra, amelyeket Pekingben politikailag érzékenynek minősítettek. A modell például nem volt hajlandó válaszolni az 1989-es Tiananmen téri vérengzéssel, az ujgurok elnyomásával vagy a kínai emberi jogokkal kapcsolatos kérdésekre. Előfordult, hogy az MI választ generált, de röviddel később egy olyan üzenettel helyettesítette azt, mint például: „Sajnálom, a kérdés megválaszolására jelenleg nincs felhatalmazásom. Beszéljünk másról." A belső cenzori mechanizmusok és korlátozások csak nagy erőfeszítések árán szüntethetők meg a DeepSeek-R1  modell nyílt forráskódú és módosítható nyílt forráskódú változatában. A kínai internetszabályozók által meghatározott „alapvető szocialista értékek” szóba hozása, vagy a tajvani kérdés felvetése esetén a modell a beszélgetést megszakította.
A DeepSeek alapítója, Liang Venfeng állítólag szoros kapcsolatban áll a kommunista párttal. A kritikusok aggodalmukat fejezték ki, hogy a mesterséges intelligenciát potenciálisan külföldi befolyásolásra, dezinformációra, megfigyelésre és kiberfegyverek kifejlesztésére használhatják a kínai titkosszolgálatok közreműködésével. Emellett az adatvédők (a TikTok-hoz hasonlóan) arra figyelmeztettek, hogy az alkalmazás személyes adatokat továbbíthat Kínába.

## Betiltások
A DeepSeek-R1 bemutatkozását követő alig több mint két héten belül, február 5-ig több ország is fellépett a chatbot ellen adatvédelmi és nemzetbiztonsági aggályok miatt. Olaszország január 31-én betiltotta, mert a cég nem adott kielégítő válaszokat arra, hogy milyen személyes adatokat gyűjtött és tárolt, míg Tajvan február 3-án minden kormányzati szerv számára megtiltotta a használatát, Ausztrália február 4-én követte a fentiek példáját, biztonsági kockázatokra hivatkozva. Franciaország és Írország adatvédelmi hatóságai szintén vizsgálatot indítottak, hogy ellenőrizzék, a DeepSeek megfelelt-e az uniós adatvédelmi szabályoknak. Az egyre szigorúbb fellépés oka az volt, hogy a hatóságok szerint nem volt átlátható, hogyan kezeli és tárolja a chatbot a felhasználók adatait, különösen a Kínával való esetleges adatmegosztás tekintetében.

## Alkalmazás
2025. január 27-től a DeepSeek a regisztrálást követően azonnal használható volt, akár mobilos alkalmazásként is.
A DeepSeek bemutatkozása során nem hozta nyilvánosságra képzési adatai határidejét, vagyis azt az időszakot, melynek végéig mint mesterséges intelligenciarendszert kiképezték. Ennek a határidőnek a függvénye az, hogy a chatbot válaszai mennyire, és az időben visszamenve meddig aktuálisak és relevánsak.
Ugyanakkor használatbavételét követő válaszaiban többször is azt állította az MI-modell, hogy csak 2023. október 1-ig tartó információk alapján képezték ki. Kiderült, a chatbot információja hiteles, ennek megfelelően gyakran nem tudott naprakész vagy valós idejű információkat szolgáltatni a képzési adatai határidejét követő nagy horderejű hírekkel kapcsolatos eseményekről sem.
A DeepSeek használata ingyenes.